# 10764 Rübezahl
10764 Rübezahl là một tiểu hành tinh vành đai chính với chu kỳ quỹ đạo là 1957.0473765 ngày (5.36 năm).
Nó được phát hiện ngày 12 tháng 10 năm 1990.